# Atomosia punctifera
Atomosia punctifera är en tvåvingeart som beskrevs av Hermann 1912. Atomosia punctifera ingår i släktet Atomosia och familjen rovflugor. Inga underarter finns listade i Catalogue of Life.